# جنیفر راف
جنیفر راف (انگلیسی: Jennifer Raff؛ زادهٔ ۲۹ اوت ۱۹۷۹) دانشمند در زمینه انسان‌شناسی زیستی اهل ایالات متحده آمریکا است.